# Lupus erythematodes

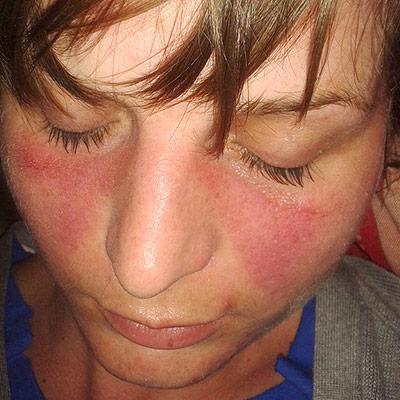
Schmetterlingserythem bei systemischem Lupus

Der Lupus erythematodes (von lateinisch lupus ‚Wolf‘ und altgriechisch ἐρυθηματώδης erythēmatṓdēs aus ἐρύθημα erýthēma, deutsch ‚Röte‘, und Suffix -ώδης -ṓdēs, deutsch ‚ähnlich wie‘), auch Schmetterlingsflechte und Schmetterlingskrankheit, ist eine seltene Autoimmunerkrankung, die in verschiedenen Formen und Subformen auftritt:
Der systemische Lupus erythematodes (SLE) ist eine entzündlich-rheumatische Erkrankung aus der Gruppe der Kollagenosen und kann alle Organe befallen.
Bei Neugeborenen von an Lupus erkrankten Müttern kann der neonatale Lupus erythematodes auftreten.
Der kutane Lupus erythematodes (CLE) ist ein dermatologisches Krankheitsbild, er befällt üblicherweise nur die Haut.
Der Lupus erythematodes tritt familiär gehäuft auf. Es erkranken überwiegend Frauen im gebärfähigen Alter. Meist verläuft der Lupus erythematodes (unbehandelt) in Schüben, also in regelmäßig wiederkehrend aktiven Phasen. Zwischen den Schüben können lange Phasen liegen, in denen die Krankheit nicht oder nur wenig aktiv ist. Besonders charakteristisch für den Lupus erythematodes ist das Schmetterlingserythem, eine Rötung, die sich vom Nasenrücken ausgehend symmetrisch auf die Jochbein- und Wangenregion ausdehnt.

## Herkunft des Namens

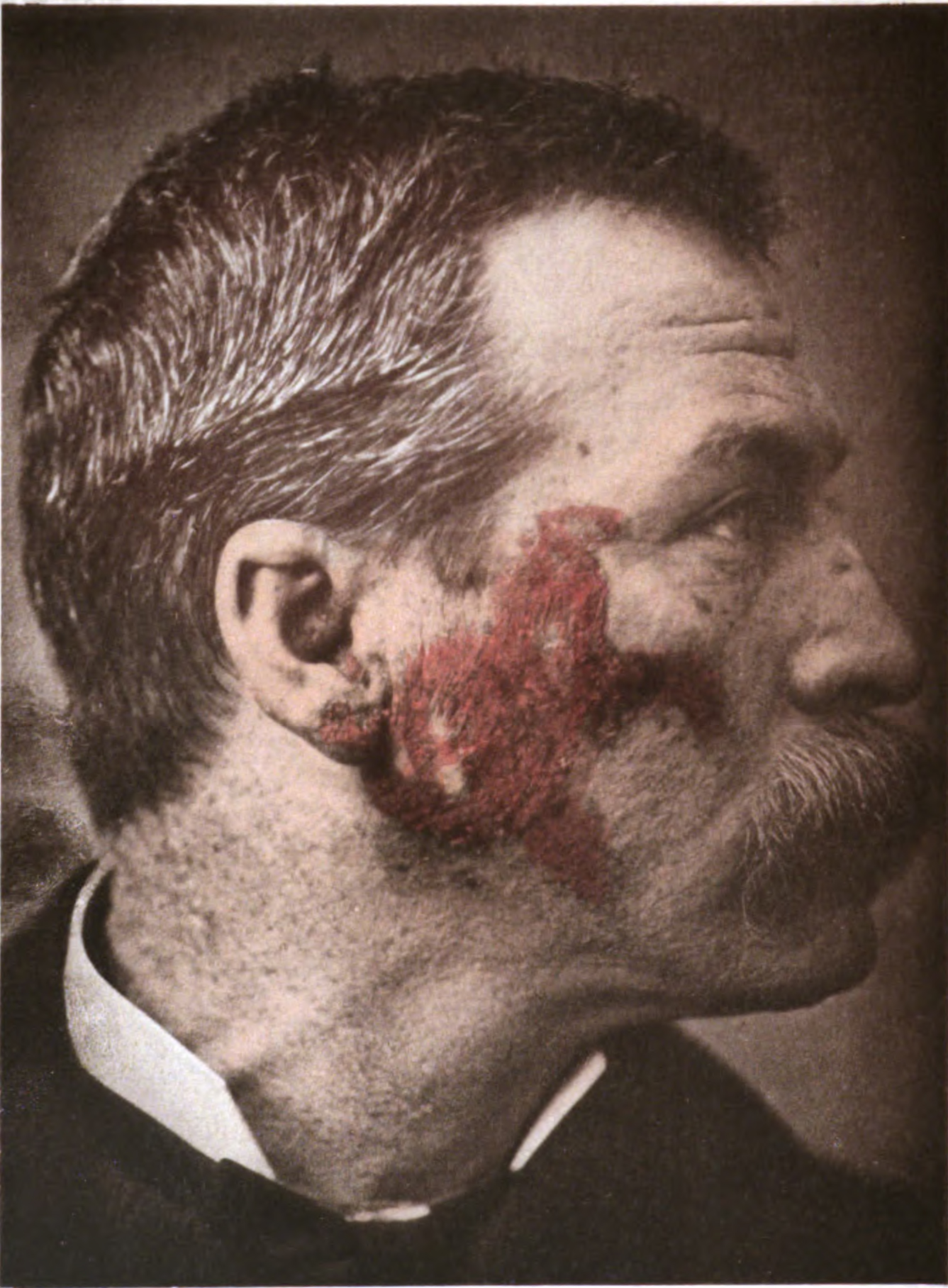
Lupus erythematodes, koloriertes Foto von 1886

Der Name Lupus wurde von dem lombardischen Chirurgen Roger Frugardi (um 1140–1195) eingeführt, ist aber auch schon im 10. Jahrhundert belegt. Der Begriff Lupus leitet sich vom lateinischen Namen für den Wolf ab. Früher verglich man die Narben, die nach dem Abheilen der Hautschäden verbleiben, mit Narben von Wolfsbissen. Heute kommt es dank moderner Behandlungsmöglichkeiten nur noch selten zu derartig entstellenden Narben. Das Wort erythematodes bedeutet „errötend“ und leitet sich von den Hautrötungen des Schmetterlingserythems her, das bei dieser Krankheit häufig vorkommt.

## Geschichte
Die Erkrankung ist mindestens seit dem Mittelalter bekannt. Der Franzose Pierre Louis Alphée Cazenave (1795–1877) beschrieb 1851 die Erkrankung als Erster in einer wissenschaftlich akkuraten Form.
1872 wurde die Erkrankung von dem ungarischen Hautarzt Moritz Kaposi beschrieben.

## Ursache und Entstehung
| 01:40  | 32 % (– 40 %) |
| 01:80  | 13 % (– 32 %) |
| 01:160 | 05 % (– 16 %) |
| 01:320 | 03 %          |

Für die Erkrankung spielen eine genetische Prädisposition sowie endogene und exogene Auslöser eine Rolle.
Die normale Immunreaktion ist bei der Autoimmunkrankheit Lupus erythematodes fehlreguliert: Sie ist dauerhaft aktiviert und produziert anhaltend eine erhöhte Zahl von Antikörpern gegen körpereigene Zellkernbestandteile, sogenannte antinukleäre Antikörper (ANA). Diese Autoantikörper schädigen körpereigene Zellen.
Im Rahmen der Zellschädigung durch die Autoantikörper kommt es zum Absterben von Zellen. Die abgestorbenen Zellen zerfallen, so dass deren Kernbestandteile freigesetzt werden. Dadurch werden auch die Zellkernbestandteile gesunder körpereigener Zellen durch das fehlgesteuerte Immunsystem als fremd erkannt. Bei gesunden Menschen werden abgestorbene Zellen sofort eliminiert, so dass Zellkernbestandteile für das Immunsystem nicht sichtbar sind. Das Immunsystem reagiert auf die fälschlicherweise als fremd erkannten Zellkernbestandteile gesunder körpereigener Zellen, und es kommt zur Aktivierung des körpereigenen Immunsystems und zur Produktion weiterer antinukleärer Antikörper. Die Aktivierung des Immunsystems löst eine Entzündungsreaktion mit Komplementaktivierung sowie eine Infiltration von Entzündungszellen im Gefäßbindegewebe aus und schädigt damit das jeweilige Gewebe zusätzlich.
Aus Zellkernbestandteilen und Autoantikörpern bilden sich Immunkomplexe. Diese können vom retikulohistiozytären System, einem Teil des körpereigenen Immunsystems, nicht beseitigt werden und lagern sich an den verschiedensten Orten ab, z. B. an den Wänden der Blutgefäße. Durch diese verstärkte Arteriosklerose kann eine Gefäßverengung oder ein Gefäßverschluss entstehen, so dass die Organe oder Organsysteme nur mangelhaft durchblutet werden und zusätzlich geschädigt werden können. Auch kommt es durch die Ablagerung von Immunkomplexen an den Wänden der Blutgefäße zu Entzündungsreaktionen. Diese können eine Vaskulitis hervorrufen.
Die genaue Ursache für diese krankhafte Reaktion des Immunsystems ist bisher unbekannt. Es wird jedoch unter anderem angenommen, dass eine erhöhte Interferonaktivität des Typ-I-Interferons eine wichtige Rolle spielt. Etwa 80 % der SLE-Patienten tragen eine solche Interferon (IFN)-Signatur, wenn man Blutzellen untersucht. Die Detektion von IFN im Blut ist aufgrund vieler Subtypen sehr schwierig, weshalb man die indirekte Nachweismethode wählt. Hier stehen verschiedene Proteine zur Verfügung, die als Antwort auf Interferon produziert werden. Eines, das mittlerweile gut untersucht wurde, ist IP-10, ein anderes ist SIGLEC1. Die IFN-Signatur, ausgelesen über solche Proteine, wird hauptsächlich in Studien bestimmt,  z. T. auch in der Routinediagnostik. Dabei korreliert die Höhe der IFN-Signatur mit der Höhe der Krankheitsaktivität.

## Kutaner Lupus erythematodes (CLE)
Beim kutanen Lupus erythematodes (lat. cutis = Haut) (CLE), auch Lupus erythematodes cutaneus oder Hautlupus, ist meistens nur die Haut betroffen. Aus allen Formen des kutanen Lupus erythematodes (CLE) kann sich ein systemischer Lupus erythematodes (SLE) entwickeln.
Bei der Systematisierung der verschiedenen Formen des kutanen Lupus erythematodes (CLE) werden unterschiedliche Systeme verwendet. Daraus resultiert eine unterschiedliche Verwendung der Krankheitsnamen und Abkürzungen. In der Literatur wird der Begriff CLE auch für die Hautmanifestation eines systemischen Lupus erythematodes (SLE) verwendet. Die AWMF-Leitlinien definieren den kutanen Lupus erythematodes (CLE) aber zur Vereinheitlichung der Begrifflichkeiten und Systematik als eigenes Krankheitsbild. Die Systematisierung hier folgt, der Systematisierung der AWMF-Leitlinien entsprechend, der so genannten Düsseldorfer Klassifikation der Dermatologen James N. Gilliam und Richard D. Sontheimer.
Neben den hier aufgeführten klassischen Formen des kutanen Lupus erythematodes (CLE) gibt es noch weitere seltene Varianten, die heute aber nicht mehr als eigene Subtypen aufgeführt, sondern den klassischen Formen zugeteilt werden.

### Epidemiologie
Die Häufigkeit der Erkrankung (Prävalenz) liegt in Europa bei weniger als 50 pro 100.000 Einwohner. Das entspricht ca. 40.000 an kutanem Lupus erythematodes (CLE) Erkrankten in Deutschland. Frauen erkranken drei- bis sechsmal häufiger als Männer daran. Beim Lupus erythematodes tumides (LET) ist das Geschlechterverhältnis ausgeglichen.

### Formen

#### Akut kutaner Lupus erythematodes (ACLE)
Die Bezeichnung Erythematodus acutus ist eine veraltete Bezeichnung für den systemischen Lupus erythematodes.
Die Hautsymptome des systemischen Lupus erythematodes (SLE), Schmetterlingserythem, Hautausschlag, Schleimhautveränderungen, können auch ohne weitere Organbeteiligung auftreten und werden von einigen Autoren als akut kutaner Lupus erythematodes (ACLE) bezeichnet. Wenn neben den Hautsymptomen weitere Organbeteiligungen auftreten, ist die Krankheit nach der ICD-10-Klassifikation der WHO und den AWMF-Leitlinien dem systemischen Lupus erythematodes (SLE) zuzuordnen.

#### Subakut kutaner Lupus erythematodes (SCLE)
Der subakut kutane Lupus erythematodes (SCLE), auch subakuter Lupus erythematodes cutaneus, ist eine seltene Form des Lupus erythematodes. Er hat eine Zwischenstellung zwischen dem kutanen Lupus erythematodes (CLE) und dem systemischen Lupus erythematodes (SLE). Beim subakut kutanen Lupus erythematodes (SCLE) sind in ca. 50 % der Fälle die ACR-Kriterien für die Diagnose eines systemischen Lupus erythematodes (SLE) formal erfüllt.
Der subakut kutane Lupus erythematodes (SCLE) zeigt der Psoriasis ähnliche runde Herde, die ineinanderfließen können, oder ähnliche papulosquamöse Hautveränderungen. Selten zeigt sich ein TEN-ähnliches Bild, also eine blasige Ablösung der Oberhaut. Die Hautveränderungen treten meist symmetrisch an lichtexponierten Stellen oder generalisiert auf. Im Gegensatz zum chronisch diskoiden Lupus erythematodes (CDLE) vernarben diese Hauterscheinungen in der Regel nicht, können aber Pigmentierungsstörungen hinterlassen. Ein Schmetterlingserythem ist möglich. Darüber hinaus sind Gelenk- und Muskelschmerzen, selten auch Nierenbeteiligung und Beteiligung des zentralen Nervensystems, mit milder Symptomatik, beschrieben.
Der subakut kutane Lupus erythematodes wird häufig durch Medikamente ausgelöst. Dann heilt er üblicherweise nach Absetzen des auslösenden Medikamentes ab. Auch kann der subakut kutane Lupus erythematodes, als so genannte paraneoplastische Dermatose, mit Karzinomen oder einem Hodgkin-Lymphom assoziiert sein.

#### Chronisch kutaner Lupus erythematodes (CCLE)

##### Chronisch diskoider Lupus erythematodes (CDLE)

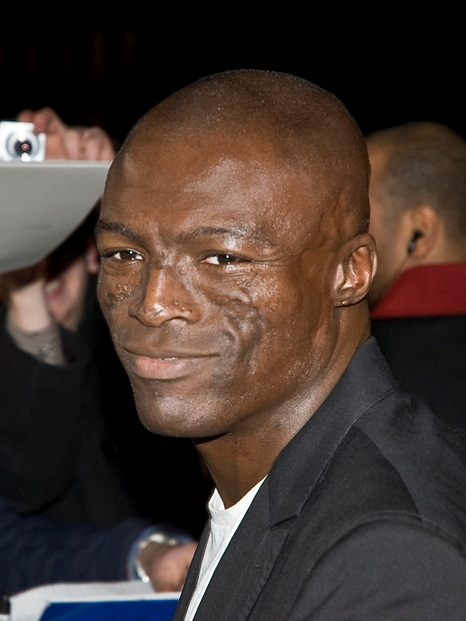
Der Sänger Seal: Deutlich erkennbar sind die Narben seiner Lupus-erythematodes-Erkrankung.

Der chronisch diskoide Lupus erythematodes (Diskus griechisch δίσκος = Scheibe) (CDLE), auch diskoider Lupus erythematodes (DLE) genannt, ist die weitaus häufigste Form des kutanen Lupus erythematodes (CLE) und wird deshalb häufig als Oberbegriff für die weiteren Formen des Hautlupus verwendet und oft auch selbst als Hautlupus bezeichnet.
Der chronisch diskoide Lupus erythematodes (CDLE) ist hauptsächlich an lichtexponierten Hautarealen lokalisiert, v. a. Gesicht, Kopfhaut, Dekolleté, Streckseiten der Extremitäten, Oberkörper. Auch Veränderungen im Bereich von Lippenrot und Wangenschleimhaut treten auf. Er kann durch irritative Stimuli ausgelöst werden (Köbner-Phänomen).
Die Hautveränderungen des chronisch diskoiden Lupus erythematodes (CDLE) manifestieren sich meistens in Scheibenform. Diese Hautveränderungen sind oft berührungsempfindlich und zeigen einen dreiphasigen Aufbau:
1. Am Rand besteht eine Rötung, die in einen
2. schuppenden Bereich übergeht. Die Hautschuppen sitzen fest. Nach Entfernung einer Schuppe findet man an deren Unterseite einen sogenannten keratotischen Sporn (Tapeziernagelphänomen).
3. Zentral zeigt sich ein Gewebsschwund (Atrophie).[2]

Ein Schmetterlingserythem ist möglich. Die Hautveränderungen heilen meist unter Narbenbildung und/oder Hypopigmentierung ab. Dabei können Verstümmelungen von Nase und Mund auftreten. Selten entwickelt sich in den Narben ein Plattenepithelkarzinom. In behaarten Hautbezirken können die Narben zu dauerhaftem kreisrunden Haarausfall (Alopezie) führen.

##### Lupus erythematodes profundus (LEP)
Der Lupus erythematodes profundus (lat. profundus = tiefliegend) (LEP), auch Lupus-Pannikulitis genannt, ist eine seltene Form des kutanen Lupus erythematodes (CLE) mit derben Knoten im subkutanen Fettgewebe von Gesicht, Schultern, Gesäß und Extremitäten. Die darüberliegende Haut kann normal aussehen, rötlich entzündet sein oder die Hautveränderungen des chronisch diskoiden Lupus erythematodes (CDLE) aufweisen. Beim Abheilen können tiefe atrophische Narben bleiben.
Beim Lupus erythematodes profundus (LEP) tritt üblicherweise keine Photosensibilität auf.

##### Chilblain Lupus erythematodes (CHLE)
Beim seltenen Chilblain Lupus erythematodes (CHLE), auch Chilblain-Lupus genannt (engl. chilblain = Frostbeule), treten symmetrische, auf Druck schmerzhafte bläulich-rote Schwellungen auf, die in große begrenzte polsterartige Knoten übergehen können. Die Abgrenzung zu Frostbeulen ist schwierig. Der Chilblain Lupus erythematodes (CHLE) tritt meistens in der feuchtkalten Jahreszeit auf. Befallen sind meist kälteexponierte Areale, also Zehen, Fersen, Fußsohlen, Finger, Ohren und Nase. Beim Chilblain Lupus erythematodes (LEP) tritt üblicherweise keine Photosensibilität auf.

#### Intermittierender Lupus erythematodes (ICLE)

##### Lupus erythematodes tumidus (LET)
Die Hautläsionen des seltenen Lupus erythematodes tumidus (LET) sind meistens an sonnenexponierten Stellen lokalisiert. Klinisch zeigen sich scharf begrenzte, rötliche Papeln mit meist glänzender Oberfläche, die häufig kreisförmig oder halbmondförmig angeordnet sind. Diese heilen meist ohne Narbenbildung oder Pigmentierungsveränderungen ab. Auch spontane Rückbildungen sind möglich.

### Diagnose
| Autoantikörper                    | ACLE   | SCLE  | CDLE | LET |
| --------------------------------- | ------ | ----- | ---- | --- |
| ANA                               | +++    | ++    | +    | (+) |
| Anti-ds-DNS                       | +++    | 0     | 0    | 0   |
| Anti-Sm                           | ++     | 0     | 0    | 0   |
| Anti-Ro/SSA                       | + – ++ | +++   | 0    | (+) |
| Anti-La/SSB                       | (+)    | ++(+) | 0    | (+) |
| + = Häufigkeit des Vorhandenseins |        |       |      |     |

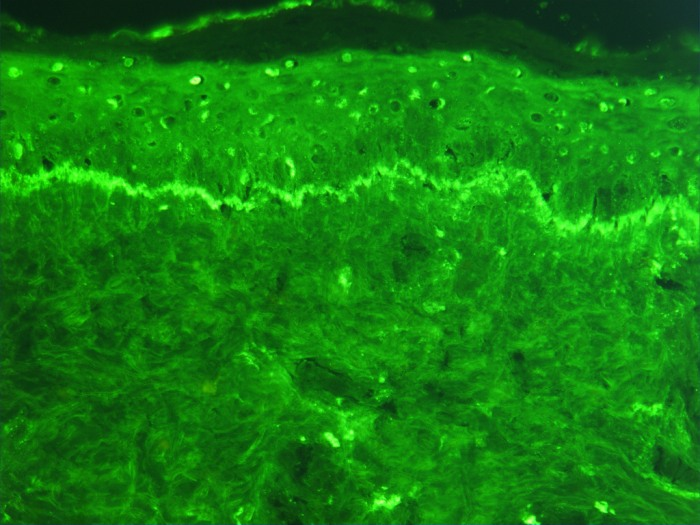
Lupusband

Die Anamnese, die klinische und dermatologische Untersuchung ermöglichen häufig bereits die Zuordnung zu einer bestimmten Form des kutanen Lupus erythematodes (CLE). Eventuell müssen die Hautveränderungen des kutanen Lupus erythematodes (CLE) zur Diagnose auch über eine Photoprovokation provoziert werden.
Ergänzt und abgesichert wird die Diagnose durch eine feingewebliche Untersuchung und die Bestimmung der Immunfluoreszenz (DIF) einer Hautprobe: Bei der Untersuchung unter dem Mikroskop zeigen sich in den untersuchten Hautarealen spezifische für den jeweiligen Subtyp des kutanen Lupus erythematodes (CLE) typische Hautveränderungen.
Bei der Bestimmung der Immunfluoreszenz werden farbstoffmarkierte Antikörper eingesetzt, die sich an körpereigene Antigene binden. Dadurch kann man unter dem Immunfluoreszenzmikroskop beim Lupus erythematodes die Anreicherung dieser Antigene entlang der Basalmembran der Haut erkennen. Da die Basalmembran das Epithel vom Bindegewebe abgrenzt, entsteht das Bild eines leuchtenden Bandes, das so genannte Lupusband.
Zur weiteren Ergänzung und Absicherung der Diagnose sowie zum Ausschluss oder Nachweis von Organbeteiligung sind Laboruntersuchungen des Blutes und des Urins notwendig.
Abhängig von Verlauf und Symptomatik kann eine zusätzliche apparative Diagnostik notwendig werden, um eine Organbeteiligung zu überprüfen.

### Therapie
Die Diagnose eines Lupus erythematodes an sich ist kein Grund für eine medikamentöse Behandlung.
Beim Befall einzelner Hautareale können äußerlich als Salbe angewandte Glukokortikoide oder Retinoide wirksam sein. Besonders für die Behandlung im Gesicht sowie für die längere Behandlung kommen Calcineurininhibitoren in Frage. Therapieresistenz, ausgedehnte Beteiligung der Haut, das Risiko von Vernarbung oder Pigmentierungsstörungen machen auch beim kutanen Lupus erythematodes (CLE) häufig eine innerlich angewandte (systemische) Therapie notwendig.

## Systemischer Lupus erythematodes (SLE)

Häufige Symptome bei Systemischen Lupus erythematodes

Der systemische Lupus erythematodes (SLE), auch Lupus erythematodes disseminatus (von lateinisch disseminare = aussäen) (LED) oder veraltet Lupus erythematodes visceralis (visceraler Lupus erythematosus) sowie Kaposi-Libman-Sacks-Syndrom und volkstümlich Schmetterlingskrankheit genannt, ist die generalisierte Verlaufsform des Lupus erythematodes und gilt als Prototyp der Autoimmunerkrankungen. Der SLE kann jedes Organ und Organsystem befallen und schwer schädigen. Da das späte Krankheitsstadium heute medikamentös fast immer vermieden werden kann, tritt das Vollbild nur noch sehr selten auf.

### Epidemiologie
Die Häufigkeit der Erkrankung (Prävalenz) beträgt in Europa ca. 25–27 pro 100.000 Einwohner, in Deutschland etwa 37 pro 100.000. Das entspricht für Deutschland ca. 30.000 an systemischem Lupus erythematodes Erkrankten. Die Häufigkeit der Neuerkrankungen (Inzidenz) wird mit ca. 6–8 pro 100.000 Einwohner und Jahr angegeben. Menschen schwarzafrikanischer Herkunft sind häufiger als andere betroffen.
Die Zahl der Neuerkrankungen hat sich in den letzten vier Jahrzehnten verdreifacht. Ein Grund dafür liegt wahrscheinlich in einer verbesserten Diagnostik. Neuerkrankungen sind im Frühjahr und im Sommer besonders häufig.
Beim systemischen Lupus erythematodes sind ca. 90 % aller Erkrankten Frauen. Im Jahr 2002 betrug der Frauenanteil bei ärztlich diagnostiziertem SLE in Deutschland jedoch nur ca. 80 %.

### Symptome
| Häufigkeit in % | Symptom                                               |
| --------------- | ----------------------------------------------------- |
| 085             | Gelenkschmerzen                                       |
| 084             | Allgemeinbeschwerden (Müdigkeit, Leistungsschwäche …) |
| 081             | Hautveränderungen                                     |
| 077             | Nierenbefunde                                         |
| 063             | Gelenkentzündung                                      |
| 058             | Raynaud-Syndrom                                       |
| 054             | Beschwerden d. Zentralnervensystems                   |
| 054             | Schleimhautveränderungen                              |
| 047             | Magen-Darm-Beschwerden                                |
| 037             | Rippenfellentzündung                                  |
| 032             | Lymphknotenerkrankung                                 |
| 029             | Herzbeutelentzündung                                  |
| 017             | Lungenbeteiligung                                     |
| 05              | Muskelentzündung                                      |
| 04              | Herzmuskelentzündung                                  |
| 04              | Bauchspeicheldrüsenentzündung                         |

Je nachdem, welche Organe oder Organsysteme betroffen sind, ist die Symptomatik des systemischen Lupus erythematodes (SLE) höchst unterschiedlich und kann im Laufe der Erkrankung wechseln. Für den systemischen Lupus erythematodes gibt es deshalb keine sicheren und obligaten Leitsymptome. Die hier beschriebenen Symptome treten nicht sämtlich bei allen Erkrankten, sondern in unterschiedlichen Kombinationen auf. Sie können gleichzeitig oder zeitlich versetzt auftreten. Daneben gibt es beim systemischen Lupus erythematodes (SLE) eine Vielzahl von weiteren möglichen Symptomen und eine Vielzahl von möglichen Folgeerkrankungen.
- Allgemeinsymptome: Allgemeinsymptome wie Müdigkeit, Abgeschlagenheit oder Leistungsschwäche sowie subfebrile Temperaturen sind sehr häufige Begleitsymptome des systemischen Lupus erythematodes (SLE).[19]
- Haut: Die Hauterscheinungen des systemischen Lupus erythematodes (SLE) können sehr vielfältig sein: Das Schmetterlingserythem tritt zu ca. 80 % beim systemischen Lupus erythematodes (SLE) auf. Ein makulopapulöses Exanthem ist sehr häufig, also ein masernähnlicher Hautausschlag, der den gesamten Körper befallen kann. Diese Hauterscheinungen heilen in der Regel narbenlos ab. Zusammen mit dem systemischen Lupus erythematodes können auch alle Hauterscheinungen des kutanen Lupus erythematodes (CLE) auftreten.[12]
- Schleimhäute: Häufig sind meist schmerzlose offene Wunden auf den Schleimhäuten des Mundes und/oder der Nase.[24] Daneben kann auch eine Entzündung der Lippen (Cheilitis) auftreten.[3]
- Haar: Diffuser Haarausfall (Alopezie) ist ein weiteres häufiges Symptom des systemischen Lupus erythematodes.[23]
- Gelenke und Muskeln: Außerdem klagen sehr viele Erkrankte über rheumaähnliche Gelenk- und/oder Muskelschmerzen.[19] Dabei werden die Gelenke aber meistens nicht zerstört, wie bei anderen rheumatischen Erkrankungen.[12] Auch kann das Bindegewebe der Gelenke, Sehnen und Muskeln schwach werden. Dieses kann zu Deformierungen oder Fehlstellungen führen, beispielsweise zu einer Z-förmigen Deformation des Daumens (Lupusarthropathie).[19]
- Nieren: Ca. 70 % der an systemischem Lupus erythematodes (SLE) Erkrankten entwickeln durch Beteiligung der Nieren eine Lupusnephritis. Diese kann symptomlos verlaufen und ist dann nur durch Urinuntersuchung und/oder Nierenbiopsie nachweisbar. Die Lupusnephritis ist für den Verlauf des systemischen Lupus erythematodes prognosebestimmend.[19]
- Nervensystem: Manifestationen des Zentralnervensystems treten bei circa 15–50 % der Patienten mit SLE auf und sind wegen ihrer Unspezifität (zum Beispiel Kopfschmerzen) und hohen Variabilität schwer zu differenzieren.[25]  Möglich sind sowohl lokalisierte Schäden im Zentralnervensystem (eher neurologische Symptome, oft durch Durchblutungsstörung bei Antiphospholipid-Syndrom), als auch der diffuse Befall des Zentralnervensystems (eher psychiatrische Symptome) als auch die Beteiligung des peripheren Nervensystems. Es können migräneähnliche Kopfschmerzen, kognitive Einschränkungen, epileptische Anfälle, Schlaganfall, Koordinationsstörungen, Psychosen, Depression oder Verwirrtheit auftreten.[26]
- Lunge/Rippenfell: Bei 75 % der Erkrankten tritt im Laufe der Erkrankung eine Entzündung des Rippen- oder Lungenfells (Pleuritis) auf. Die Flüssigkeitsansammlungen (Exsudate) können (bei Polyserositis in bis zu 50 % der Fälle) einen Pleuraerguss[27] bewirken und verursachen starke Schmerzen beim Atmen. Im weiteren Verlauf kann eine Lungenfibrose entstehen, die Luftnot bei Anstrengung verursachen kann.[19]
- Herz: Eine Herzbeutelentzündung, eine Entzündung der Herzinnenhaut oder eine Herzmuskelentzündung können mit den entsprechenden Herzsymptomen auftreten.[19]
- Verdauungssystem/Bauchfell: Das Verdauungssystem kann durch den systemischen Lupus erythematodes angegriffen werden. Aber auch eine Bauchfellentzündung (Peritonitis) kann zu Magenschmerzen, Übelkeit und Erbrechen führen.[19]
- Blutgefäße: Eine Vaskulitis, eine Entzündung der kleinen Blutgefäße, kann sich durch Einblutungen in der Haut oder Schleimhaut (rote Punkte oder Flecken) zeigen.[19]
- Augen: Eine Entzündung der Blutgefäße am Augenhintergrund kann zu Schleiersehen und Gesichtsfeldausfällen führen.[19] Durch die Veränderung kleinster Gefäße (Mikroangiopathie) kann es auch zu Thrombosen den Retinavenen mit nachfolgender oft irreversibler Verminderung der Sehfähigkeit kommen. Dieses wurde in einer taiwanischen Kohortenstudie 3,5-mal häufiger als bei Gesunden beobachtet. Besonders jüngere Erkrankte und solche mit einem Bluthochdruck sind gefährdet, in zwei Drittel aller Fälle in den ersten vier Jahren nach Diagnosestellung. Daher wird eine regelmäßige augenärztliche Kontrolle empfohlen.[28]
- Blut: Durch Autoantikörper können rote Blutkörperchen (Erythrozyten) zerstört werden; aus dem gleichen Grund können auch Leukozyten, Lymphozyten und Thrombozyten im Blutbild vermindert sein.

### Sekundärerkrankungen
- Die Durchblutungsstörungen des systemischen Lupus erythematodes können sich in Form eines Raynaud-Syndroms bemerkbar machen.[19]
- Bei einem Teil der an systemischem Lupus erythematodes Erkrankten liegt eine Überlappung mit dem Sjögren-Syndrom vor.[19]
- Etwa 40 % der Erkrankten haben zusätzlich zu ihrer Grunderkrankung ein Antiphospholipid-Syndrom.[29]
- Manchmal tritt die Hashimoto-Thyreoiditis, eine Autoimmunkrankheit der Schilddrüse, zusammen mit dem systemischen Lupus erythematodes auf.[30][31]
- Der systemische Lupus erythematodes (SLE) kann Ursache einer Typ-III-Allergie, einer Allergie durch Bildung von Immunkomplexen, sein.[32][33]

### Diagnose
Laborchemisch erfolgt der Nachweis vor allem durch Bestimmung antinukleärer Antikörper. Zwecks Abgrenzung von anderen Autoimmunkrankheiten wurden 1982 zur Erleichterung der Diagnose des systemischen Lupus erythematodes vom American College of Rheumatology (ACR) Diagnosekriterien entwickelt, die so genannten ACR-Kriterien, vormals ARA-Kriterien. 1997 wurden diese Kriterien überarbeitet. Bei Vorhandensein von vier der elf Kriterien, gleichzeitig oder zeitversetzt, kann mit einer Sicherheit von 96 % die Diagnose eines SLE gestellt werden. Die elf ACR-Kriterien lauten:
1. Schmetterlingserythem
2. kutaner Lupus erythematodes[2] (Anmerkung: Nicht zu verwechseln mit dem CLE oder CDLE, gemeint sind offensichtlich die vielfältigen Hauterscheinungen des SLE.)
3. Photosensibilität
4. Schleimhautulzeration in Mund und/oder Nase
5. Gelenkschmerzen (nicht erosiv) (Anmerkung: In der englischsprachigen Literatur wird der Begriff Arthritis für Gelenkschmerzen unabhängig von deren Ursache verwendet.)
6. Nephritis (Zylinder- oder Proteinurie > 500 mg/Tag)
7. Enzephalopathie (zerebrale Krampfanfälle oder Psychosen)
8. Pleuritis oder Perikarditis
9. Anämie, Leukopenie oder Thrombopenie
10. Nachweis antinukleärer Antikörper (ANA) ohne Einnahme Lupus erythematodes auslösender Arzneimittel.
11. Nachweis von Antikörpern gegen Doppelstrang-DNA (dsDNA-AK in etwa 65 % der Fälle von SLE), Smith-Antigen-Antikörpern (Sm-AK bzw. anti-SM-AK, in etwa 25 % der Fälle von SLE) oder Antiphospholipid-Antikörpern.[35][36]

Da die ACR-Kriterien allein vier Hautkriterien umfassen, sind sie nur eingeschränkt geeignet, zwischen einem systemischen Lupus erythematodes (SLE) und einem Hautlupus (CLE) zu unterscheiden. Die Diagnosestellung des systemischen Lupus erythematodes (SLE) kann sehr schwierig sein, so dass es nicht gerechtfertigt ist, diagnostische Bemühungen als entbehrlich zu bezeichnen.
Es gibt auch sehr milde Verlaufsformen, bei denen nur ein oder zwei ACR-Kriterien erfüllt sind. Diese Verlaufsformen können nach jahrelangem Verlauf in das Vollbild eines systemischen Lupus erythematodes (SLE) übergehen.
Viele von Autoimmunkrankheiten Betroffene weisen mehr als ein Zielorgan auf. Deshalb ist auch eine Überlappung verschiedener Autoantikörper möglich. Beispielsweise werden bei einem Erkrankten mit systemischem Lupus erythematodes (SLE) und rheumatischer Arthritis sowohl antinukleäre Antikörper (ANA) als auch Rheumafaktoren im Serum gefunden, ohne dass Kreuzreaktionen vorliegen.
2019 wurden die Diagnosekriterien vom American College of Rheumatology (ACR) sowie von der European League Against Rheumatism (EULAR) erneut überarbeitet.

### Therapie
Lupus erythematodes ist bisher nicht heilbar. Der systemische Lupus erythematodes sollte wenn möglich regelmäßig und lebenslang durch einen internistischen Rheumatologen (Facharzt für Innere Medizin und Rheumatologie) kontrolliert werden. Die Therapie zielt darauf, eine Verschlimmerung der Krankheit und Folgeschäden sowie die mit der Krankheit verbundenen Einschränkungen zu verhindern oder zu vermindern.
Die medikamentöse Therapie des systemischen Lupus erythematodes ist stufenförmig aufgebaut und richtet sich nach der Stärke der Beschwerden, der aktuellen Krankheitsaktivität, der Organbeteiligung und der Wirksamkeit bei dem einzelnen Erkrankten. Bei leichter Erkrankung ist eine symptomatische Behandlung mit so genannten nichtsteroidalen Antirheumatika (NSAR) sinnvoll; diese Mittel haben eine leicht entzündungshemmende und schmerzstillende Wirkung. Hydroxychloroquin senkt Krankheitsaktivität, Organschäden und Sterblichkeit und sollte deshalb von jedem SLE-Patienten eingenommen werden, der es verträgt.
Bei akuten Krankheitsschüben werden primär oft Glucocorticoide (Cortison) als Stoßtherapie eingesetzt. Dabei werden über einen kurzen Zeitraum hohe Dosen verabreicht. Glucocorticoide haben gegenüber anderen Immunsuppressiva den Vorteil, dass sich ihre entzündungshemmende Wirkung bereits nach einigen Stunden bis Tagen entfaltet und dass sie von jedem vertragen werden. Nach dem Schub wird die Dosis wieder schrittweise reduziert, soweit es die Krankheitsaktivität zulässt. Ziel ist dabei die Reduktion auf null oder zumindest unter die Cushing-Schwelle (im Falle von Prednisolon unter 7,5 mg pro Tag). Bei langfristiger Glucocorticoid-Therapie, insbesondere bei Nichtunterschreiten der Cushing-Schwelle, ist die Einnahme von Vitamin D angezeigt, um die Entwicklung einer Osteoporose zu verhindern.
In mittelschweren Fällen, insbesondere bei ZNS-, Lungen- oder Nierenbeteiligung, kommen Immunsuppressiva wie Azathioprin, Methotrexat (MTX) oder Ciclosporin zum Einsatz. Diese Medikamente müssen eingeschlichen werden und entfalten ihre volle Wirkung oft erst nach Wochen oder Monaten.
Wenn die Krankheit ein lebenswichtiges Organ (wie die Niere) zu zerstören droht, ist oft eine Bolustherapie mit dem Zytostatikum Cyclophosphamid oder alternativ die Gabe von Mycophenolat-Mofetil (MMF) hilfreich. Unter strenger Überwachung wird in schweren Fällen auch Thalidomid (Contergan) eingesetzt.
Kombinationen von Immunsuppressiva, insbesondere mit Hydroxychloroquin und einem Glucocorticoid, sind möglich. Zur Ergänzung der Standardtherapie ist seit 2011 der monoklonale Antikörper Belimumab zugelassen; die Wirkung tritt frühestens nach drei Monaten ein. Allen Immunsuppressiva gemein ist eine erhöhte Anfälligkeit für schwere Infektionen. Auch können opportunistische Infektionen auftreten oder latente Infektionen wieder aufflammen. Die bisherige Annahme aber, dass die immunsuppressiven Medikamente, die zur Therapie des systemischen Lupus erythematodes (SLE) eingesetzt werden, das Risiko für bösartige Tumoren, insbesondere des lymphatischen Gewebes (Lymphome), erhöhen, wurde in einer internationalen Studie mit über 5000 Lupus-Patienten widerlegt: Das Risiko, an einem malignen Lymphom zu erkranken, ist für Lupus-Patienten weder durch eine gesteigerte Krankheitsaktivität noch durch Immunsuppressiva erhöht.
Da der SLE das Risiko für Atherosklerose massiv erhöht, sollten die Risikofaktoren Rauchen, Bluthochdruck und Fettstoffwechselstörung konsequent eingedämmt werden. So lassen sich nicht nur Herzinfarkte und Schlaganfälle verhindern; insbesondere die Blutdruckkontrolle dient auch dem Erhalt der Nierenfunktion.
Weitere mögliche Behandlungsverfahren sind, insbesondere beim SLE mit Karditis, Pneumonitis oder ZNS-Beteiligung, die Elimination der Antikörper und zirkulierenden Immunkomplexe (durch Immunadsorption oder Plasmapherese), Stammzelltransplantation, Immunglobuline und physikalische Therapien.

### Verlauf und Prognose
Der systemische Lupus erythematodes (SLE) beginnt meistens schleichend. Am häufigsten verläuft er schubartig in regelmäßig wiederkehrend aktiven Phasen. Zwischen den Schüben können lange Phasen liegen, in denen die Krankheit nicht oder nur wenig aktiv ist. Die während des Schubes aufgetretenen Schäden können sich während der so genannten Remissionsphasen teilweise zurückbilden. Da die Schäden aber nicht vollständig zurückgebildet werden, ist die Krankheit insgesamt fortschreitend.
Es gibt aber auch schleichende dauerhaft aktive langsam fortschreitende Verlaufsformen. Diese Verlaufsform ist besonders schwer zu diagnostizieren.
Selten beginnt der systemische Lupus erythematodes plötzlich akut und verläuft foudroyant, also schwer und schnell fortschreitend. Diese Verlaufsform führte früher häufig und schnell zum Tod. Sie ist heute dank moderner Behandlungsmethoden sehr selten geworden.
Die 5-Jahres-Überlebensrate beträgt heute ca. 95 % bei angemessener, insbesondere immunsuppressiver, Behandlung. Meistens sterben Erkrankte nicht am systemischen Lupus erythematodes (SLE) selbst, sondern an Komplikationen, z. B. Thrombosen und Infektionen. Wenn die Erkrankung frühzeitig erkannt und angemessen behandelt wird, hat der SLE eine gute Prognose und die Mortalität ist, selbst bei viszeraler Beteiligung, sehr gering. Die meisten Betroffenen haben eine annähernd normale Lebenserwartung.

### Arzneimittelinduzierter systemischer Lupus erythematodes
Durch einige Arzneimittel, z. B. Hydrazine, Hydantoine, Procainamid, Sulfasalazin, kann ein dem systemischen Lupus erythematodes sehr ähnliches Krankheitsbild ausgelöst werden. Laborparameter dafür sind antinukleäre Antikörper (ANA) und Histon-Antikörper. Dieses Krankheitsbild klingt meist nach Absetzen des Arzneimittels rasch ab.
Ein Pseudo-Lupus-erythematodes-Syndrom genanntes Syndrom wird ebenfalls durch Einnahme von Arzneimitteln induziert, insbesondere von Venopyronum® (vom Markt genommenes Venenmittel) sowie einigen Betablockern und Antiarrhythmika (Tocainid (Xylotocan), ein orales Xylocain-Analogon, das ebenfalls vom Markt genommen wurde.)
Es zeichnet sich durch den regelmäßigen Nachweis von antimitochondrialen Antikörpern aus.

## Auslöser
Der Lupus erythematodes wird oft durch Auslöser hervorgerufen, unterhalten oder verschlimmert. Diese Auslöser sind individuell unterschiedlich und können z. B. körperlicher, geistiger, seelischer oder sozialer Stress, Infektionen, Hormone und Hormonveränderungen, Lichtexposition oder Medikamente sein. Seit 2018 ist bekannt, dass auch bestimmte Bakterienarten als Auslöser fungieren. Dies betrifft Enterococcus gallinarum, ein Pathogen aus der Geflügelmast, sowie Lactobacillus reuteri, das als Nutztier-Probiotikum in der Massentierhaltung eingesetzt wird und anschließend auch als Probiotikum gegen Mundkrankheiten, Durchfall und Magenschleimhautentzündung Einzug in die Humanmedizin erhalten hat.
Bei schubhaftem Krankheitsverlauf können diese Auslöser weitere Schübe auslösen. Oft erfahren die Betroffenen Benachteiligungen und eine gewisse Stigmatisierung in ihrem sozialen Umfeld.

### Lichtexposition und Photosensibilität
Lichtexposition ist ein häufiger Auslöser der Krankheit Lupus erythematodes selbst sowie von Krankheitsschüben bei schubhaftem Verlauf.
Bei sehr vielen an Lupus erythematodes Erkrankten tritt eine ausgeprägte Photosensibilität auf: Die Hautsymptome des Lupus erythematodes können durch Licht provoziert, verstärkt oder unterhalten werden. Daneben kann sich die Photosensibilität des Lupus erythematodes sowohl in sonnenbrandähnlichen Hautveränderungen bereits nach geringer Lichtexposition äußern als auch durch ein Brennen auf der Haut ohne sichtbare Rötung. Die Hautreaktionen können mit einer Verzögerung bis zu drei Wochen nach der Lichtexposition auftreten.
Einige der beim Lupus erythematodes notwendigen Medikamente wirken photosensibilisierend und können die Photosensibilität des Lupus erythematodes auslösen, unterhalten oder verstärken.
Die Photosensibilität kann sich auch in einer Verschlechterung des Allgemeinzustandes sowie in Schwäche, Müdigkeit oder Gelenk- oder Muskelschmerzen nach Lichtexposition bemerkbar machen.

## Tertiärprävention
Eine Vorbeugung gegen die Krankheit selbst gibt es nicht. Prävention zielt darauf ab, eine Verschlimmerung der Krankheit und Folgekrankheiten zu vermeiden. Bei schubhaftem Verlauf sollen weitere Schübe verhindert oder verzögert werden. Dabei ist es wichtig, die individuellen Auslöser der Erkrankung zu kennen und zu meiden.
- Sonnenschutz: Da bei vielen Betroffenen UV-Licht einen Schub auslösen und die Symptome des Lupus erythematodes unterhalten und/oder verschlimmern kann, ist für diese ein konsequenter Sonnenschutz notwendig. Photosensibilisierende Medikamente sollten, nach Rücksprache mit dem behandelnden Arzt, gemieden werden.[19][3]

- Vitamin-D-Prophylaxe: Vitamin D wird durch Sonnenbestrahlung der Haut gebildet. Ein Mangel führt bei Erwachsenen zu Osteopenie und Osteoporose. Ein niedriger Vitamin-D-Spiegel ist ein Risikofaktor für Autoimmunkrankheiten.[52] Je niedriger der Vitamin-D-Spiegel ist, desto höher ist die Krankheitsaktivität.[36] Hinzu kommt, dass der Vitamin-D-Bedarf bei der Einnahme von Glukokortikoiden (Cortison), die viele Erkrankte nehmen müssen, erhöht ist.[53]

Da viele Erkrankte Sonnenlicht meiden müssen, ist eine Vitamin-D-Prophylaxe notwendig. Die Einnahme von bis zu 4000 I. E. Vitamin D3 täglich bei Erwachsenen gilt als sicher.
- Stressvermeidung: Körperlicher, geistiger, emotionaler oder sozialer Stress als häufiger Auslöser ist zu meiden. Dabei können Entspannungstechniken oder eine psychologische Begleitung hilfreich sein.[19]

- Vermeidung von Tabakrauchen: Rauchen ist ein möglicher Auslöser für einen Schub des Lupus erythematodes. Aktives und passives Rauchen verstärkt die beim Lupus erythematodes bereits verstärkte Arteriosklerose zusätzlich. Die Wirkung einiger der beim Lupus erythematodes notwendigen Medikamente wird durch aktives oder passives Rauchen herabgesetzt. Bei Rauchern verläuft der Lupus erythematodes meist schlimmer als bei Nichtrauchern. Aktives und passives Rauchen sollte deshalb gemieden werden.[3]

- Medikamente: Schubauslösende Medikamente sollten, nach Rücksprache mit dem behandelnden Arzt, vermieden werden.[3] Probiotika werden einerseits empfohlen, um die Darmschleimhaut gegen das Eindringen von schubauslösenden Antigenen zu schützen, jedoch sollte man bei deren Einsatz und Auswahl bedenken, dass probiotische Bakterienpräparate von Lactobacillus reuteri mittlerweile zu den möglichen Auslösern des Lupus zählen[54].

- Infektionsschutz und Impfungen: Für Erkrankte, die immunsuppressive Medikamente nehmen, ist ein konsequenter Infektionsschutz notwendig. Durch die Herabsetzung der körperlichen Abwehrkräfte können schon banale Infektionen lebensgefährlich werden.[3] Zum Infektionsschutz gehört es auch, Menschenansammlungen in Infektionszeiten zu meiden.

Ein umfassender Impfschutz ist für an Lupus erythematodes Erkrankte, die immunsuppressive Medikamente nehmen, besonders wichtig. Die Impfung mit Lebendimpfstoffen ist aber meistens kontraindiziert.

### Kontrazeption und Hormonersatztherapie bei Lupus erythematodes
Reine Östrogenpräparate erhöhen das Risiko der Erkrankung und Verschlechterung eines systemischen Lupus erythematodes (SLE) oder eines chronisch diskoiden Lupus erythematodes (CDLE). Kombinationspräparate mit Gestagenen scheinen einen eher schützenden Effekt zu haben. Für an Lupus erythematodes Erkrankte kommen deshalb, neben nicht hormoneller Schwangerschaftsverhütung, möglichst niedrig dosierte Gestagene oder allenfalls östrogenarme Kombinationspräparate in Betracht.
2005 konnten mehrere Studien zeigen, dass für eine kleine Gruppe von Erkrankten unter bestimmten Bedingungen die Einnahme östrogenhaltiger Präparate sicher sein kann.

## Schwangerschaft
Eine Schwangerschaft bei SLE-Patientinnen ist stets eine Risikoschwangerschaft. Viele Medikamente zur Behandlung des SLE (Immunsuppressiva wie Mycophenolat-Mofetil und Cyclophosphamid, aber auch ACE-Hemmer und Sartane zur Blutdruckkontrolle) dürfen in der Schwangerschaft nicht eingenommen werden; höhere Dosen an Glucocorticoiden sind zu vermeiden. Um Schübe in der Schwangerschaft möglichst zu verhindern, sollte ein SLE vor Beginn der Schwangerschaft stabil mit Medikamenten eingestellt sein, die in der Schwangerschaft weitergenommen werden können. Dies sind insbesondere Hydroxychloroquin, nötigenfalls auch Azathioprin und Ciclosporin. Die Schwangerschaft muss engmaschig durch einen Gynäkologen und einen Rheumatologen oder Nephrologen betreut werden, wobei die Blutdruckkontrolle besonders wichtig ist. Von einer Schwangerschaft unter noch aktiver Lupusnephritis ist dringend abzuraten, da das Präeklampsierisiko bis zu 60 % beträgt. Außerdem sind die folgenden Risikofaktoren zu bedenken:

### Antiphospholipid-Syndrom
Ein Antiphospholipid-Syndrom erhöht das Risiko für Fehlgeburten und Präeklampsie wesentlich. Es sollte daher in der Schwangerschaft mit ASS und niedermolekularem Heparin behandelt werden.

### Neonataler Lupus erythematodes
Ein neonataler Lupus erythematodes kann bei Kindern von Müttern mit SSA- oder SSB-Antikörpern auftreten, da diese über die Plazenta auf das Kind übertragen werden. SSA- oder SSB-Antikörper kommen beim Lupus (insbesondere beim SCLE), aber auch beim Sjögren-Syndrom vor. Eine Übertragung ist ab der 16. Schwangerschaftswoche möglich. Die Mutter selbst kann zu diesem Zeitpunkt noch symptomlos sein.
Symptome beim Kind sind Hautveränderungen, die denen des subakuten kutanen Lupus erythematodes (SCLE) ähneln. Auch kann eine Myokardfibrose mit AV-Block auftreten. Diese Herzerkrankung des Kindes wird bereits während der Schwangerschaft erworben (kongenitaler Herzblock). Sie ist auch durch eine immunsuppressive Therapie nicht wieder rückgängig zu machen und muss meist mit einem Herzschrittmacher behandelt werden.
Mit Ausnahme des AV-Blocks am Herzen hat die Erkrankung eine gute Prognose, weil die übrigen Symptome mit dem Abbau der passiv von der Mutter übertragenen Autoantikörper von allein innerhalb von zwei Jahren verschwinden.
Nur ein geringer Anteil der Kinder von an systemischem Lupus erythematodes (SLE) oder dem Sjögren-Syndrom erkrankten Müttern entwickelt einen neonatalen Lupus erythematodes. In einer prospektiven Studie wurden Hautveränderungen in 16 %, ein AV-Block III. Grades in 1,6 %, erhöhte Leberwerte in 26 % und hämatologische Auffälligkeiten in 27 % der Fälle beschrieben. Symptome an anderen Organen wie den Nieren, den Lungen, dem Nervensystem oder den Blutzellen treten sehr viel seltener auf.

## Trivia
- Durch die Fernsehserie Dr. House wurde Lupus einer breiteren Öffentlichkeit als Krankheit bekannt, da die (Ablehnung der) Diagnose eines Lupus erythematodes zu einem wiederkehrenden Element in der Serie wurde. Der Erfinder von Dr. House, David Shore, erhielt vom Los-Angeles-Zweig der Lupus-Stiftung den Loop Award dafür, das Bewusstsein für Lupus erythematodes zu fördern.[58]
- Belletristisch thematisiert wird der systemische Lupus erythematodes in Adolf Muschgs 1984 erschienenem Roman Das Licht und der Schlüssel. Erziehungsroman eines Vampirs.[59]
- Die Redewendung sich einen Wolf laufen leitet sich von dieser Krankheit ab.[60]